# Terpsiphone affinis
El monarca colilargo oriental o monarca colilargo de Blyth (Terpsiphone affinis) es una especie de ave paseriforme de la familia Monarchidae propia del sureste de Asia. Se extiende desde el noroeste del subcontinente indio y el sur de China hasta las islas de la Sonda. 

## Taxonomía
Anteriormente se consideraba conespecífico del monarca colilargo asiático, hasta que en 2015 se escindió como especie separada.
Se reconocen diez subespecies:
- T. a. saturatior - (Salomonsen, 1933): cría en el este de Nepal, el noroeste de la India, el este de Bangladés y el norte de Birmania; y migran a Malasia en invierno;[4]
- T. a. nicobarica - Oates, 1890: se encuentra en las islas Nicobar;
- T. a. burmae - (Salomonsen, 1933): se encuentra en el centro de Birmania;
- T. a. indochinensis - (Salomonsen, 1933): se encuentra en el este desde Birmania y el sur de China hasta Indochina;
- T. a. affinis - (Blyth, 1846): se localiza en la península malaya y Sumatra;
- T. a. procera - (Richmond, 1903): ocupa la isla de Simeulue (frente a las costas noroccidentales de Sumatra);
- T. a. insularis - Salvadori, 1887: localizada en Nias (frente a las costas noroccidentales de Sumatra);
- T. a. borneensis - (Hartert, 1916): se encuentra en Borneo;
- T. a. sumbaensis - Meyer, AB, 1894: endémica de Sumba (en el sur de islas menores de la Sonda)
- T. a. floris - Büttikofer, 1894: ocupa las islas de Sumbawa, Alor, Lembata y Flores (en el centro de las islas menores de la Sonda).